# Обратное число
Обра́тное число́ (обратное значение, обратная величина) к данному числу x — это число, умножение которого на x даёт единицу. Принятая запись: {\displaystyle {\frac {1}{x^{1}}}} или {\displaystyle x^{-1}}. Два числа, произведение которых равно 1, называются взаимно обратными.
Примеры.
Единственные вещественные числа, совпадающие со своими обратными: {\displaystyle +1} и {\displaystyle -1.}
Обратное для числа {\displaystyle 2} или, если быть точным, {\displaystyle {\frac {2}{1}}} равно {\displaystyle {\frac {1}{2}}.}
Обратное для числа {\displaystyle {\frac {11}{35}}} равно {\displaystyle {\frac {35}{11}}.}
Обратное для числа {\displaystyle \pi =3{,}1415926535\dots } равно {\displaystyle 0{,}3183098861\dots }
Обратное число не следует путать с противоположным или с обратной функцией. Обратные: {\displaystyle {\frac {5}{1}}} и {\displaystyle {\frac {1}{5}}}. Противоположные: {\displaystyle +5} и {\displaystyle -5}.
Понятие обратного элемента можно определить не только для чисел, но и для других математических объектов.

## Обратное к действительному числу
Для любого действительного (или комплексного) числа, отличного от нуля, существует число, обратное ему. Обратное к действительному числу можно подать в виде дроби или степени с показателем -1. Но, как правило, используется запись через дробь.
| Число             | Обратное                           | Обратное               |
| Число             | Дробь                              | Степень                |
| {\displaystyle n} | {\displaystyle {\frac {1}{n^{1}}}} | {\displaystyle n^{-1}} |

То есть {\displaystyle \ {\frac {1}{n^{1}}}=n^{-1}}.
| Примеры  | Примеры                        | Примеры                         | Примеры                         | Примеры                            | Примеры             | Примеры                | Примеры           | Примеры                                                       | Примеры                                | Примеры                  |
| -------- | ------------------------------ | ------------------------------- | ------------------------------- | ---------------------------------- | ------------------- | ---------------------- | ----------------- | ------------------------------------------------------------- | -------------------------------------- | ------------------------ |
| Число    | {\displaystyle {\frac {3}{1}}} | {\displaystyle {\frac {1}{10}}} | {\displaystyle -{\frac {2}{7}}} | {\displaystyle 2\pi }              | {\displaystyle 2}   | {\displaystyle -0,125} | {\displaystyle 1} | {\displaystyle {\sqrt {3}}}                                   | {\displaystyle e^{\frac {\pi }{4}}}    | {\displaystyle 10^{23}}  |
| Обратное | {\displaystyle {\frac {1}{3}}} | {\displaystyle {\frac {10}{1}}} | {\displaystyle -{\frac {7}{2}}} | {\displaystyle {\frac {1}{2\pi }}} | {\displaystyle 0,5} | {\displaystyle -8}     | {\displaystyle 1} | {\displaystyle {\frac {1}{\sqrt {3}}}={\frac {\sqrt {3}}{3}}} | {\displaystyle e^{-{\frac {\pi }{4}}}} | {\displaystyle 10^{-23}} |

### Обратное для нуля
В арифметике, которая оперирует действительными или комплексными числами, нет понятия бесконечности (нет числа «бесконечность»). Поэтому в ней считается, что на ноль делить нельзя. Таким образом, ноль не имеет обратного числа. Но, с момента ввода предельного перехода (в математическом анализе), появились такие понятия как бесконечно малая и бесконечно большая величины, которые являются взаимно обратными.
Используя предельный переход, получаем:
- Правый предел: {\displaystyle \lim _{x\to +0}{\frac {1}{x}}=\left({\frac {1}{0}}\right)=+\infty } _ или _ {\displaystyle \left({\frac {1}{x}}\right){\xrightarrow[{x{\xrightarrow {}}+0}]{}}\ {+\infty }}
- Левый предел: {\displaystyle \lim _{x\to -0}{\frac {1}{x}}=\left({\frac {1}{0}}\right)=-\infty } _ или _ {\displaystyle \left({\frac {1}{x}}\right){\xrightarrow[{x{\xrightarrow {}}-0}]{}}\ {-\infty }}

Таким образом, обратной величиной для нуля, в зависимости от того с какой стороны к нему стремиться, формально является бесконечность со знаком «+» или «−». Однако такое определение обратного к нулю бессмысленно — при введении теряется дистрибутивность, что проявляется, в частности, когда предел обратного квадрата также «равен» бесконечности, но при делении предыдущего предела на этот даёт ответ 0, а не 1.
- {\displaystyle \lim _{x\to +0}{\frac {1}{x^{2}}}={+\infty }}

Но {\displaystyle \lim _{x\to +0}{\frac {\frac {1}{x}}{\frac {1}{x^{2}}}}=\lim _{x\to +0}{\frac {x^{2}}{x}}=0}

## Обратное к комплексному числу
Числа, обратные к комплексным, выглядят несколько сложнее нежели обратные к действительным. Существует три формы комплексного числа: алгебраическая, тригонометрическая и показательная.

| Формы комплексного числа | Число {\displaystyle (z)}                       | Обратное {\displaystyle \left({\frac {1}{z}}\right)}               |
| Алгебраическая           | {\displaystyle x+iy}                            | {\displaystyle {\frac {x}{x^{2}+y^{2}}}-i{\frac {y}{x^{2}+y^{2}}}} |
| Тригонометрическая       | {\displaystyle r(\cos \varphi +i\sin \varphi )} | {\displaystyle {\frac {1}{r}}(\cos \varphi -i\sin \varphi )}       |
| Показательная            | {\displaystyle re^{i\varphi }}                  | {\displaystyle {\frac {1}{r}}e^{-i\varphi }}                       |

| Обозначение и доказательство \| Обозначение {\displaystyle z\in \mathbb {C} } (комплексное число), {\displaystyle x=\operatorname {Re} (z)\in \mathbb {R} } (действительная часть комплексного числа), {\displaystyle y=\operatorname {Im} (z)\in \mathbb {R} } (мнимая часть комплексного числа), {\displaystyle i} — мнимая единица, {\displaystyle r=\\|z\\|={\sqrt {x^{2}+y^{2}}}} (модуль комплексного числа), {\displaystyle \varphi =\operatorname {arg} z=\operatorname {arctg} {\frac {y}{x}}} (аргумент комплексного числа), {\displaystyle e} — основание натурального логарифма. \| Доказательство: Для алгебраической и тригонометрической форм используем основное свойство дроби, умножая числитель и знаменатель на комплексно-сопряженное: - Алгебраическая форма: {\displaystyle {\frac {1}{z}}={\frac {1}{x+iy}}={\frac {x-iy}{(x+iy)(x-iy)}}={\frac {x-iy}{x^{2}+y^{2}}}={\frac {x}{x^{2}+y^{2}}}-i{\frac {y}{x^{2}+y^{2}}}} - Тригонометрическая форма: {\displaystyle {\frac {1}{z}}={\frac {1}{r(\cos \varphi +i\sin \varphi )}}={\frac {1}{r}}{\frac {\cos \varphi -i\sin \varphi }{(\cos \varphi +i\sin \varphi )(\cos \varphi -i\sin \varphi )}}={\frac {1}{r}}{\frac {\cos \varphi -i\sin \varphi }{\cos ^{2}\varphi +\sin ^{2}\varphi }}={\frac {1}{r}}(\cos \varphi -i\sin \varphi )} - Показательная форма: {\displaystyle {\frac {1}{z}}={\frac {1}{re^{i\varphi }}}={\frac {1}{r}}e^{-i\varphi }} |
| Обозначение {\displaystyle z\in \mathbb {C} } (комплексное число), {\displaystyle x=\operatorname {Re} (z)\in \mathbb {R} } (действительная часть комплексного числа), {\displaystyle y=\operatorname {Im} (z)\in \mathbb {R} } (мнимая часть комплексного числа), {\displaystyle i} — мнимая единица, {\displaystyle r=\|z\|={\sqrt {x^{2}+y^{2}}}} (модуль комплексного числа), {\displaystyle \varphi =\operatorname {arg} z=\operatorname {arctg} {\frac {y}{x}}} (аргумент комплексного числа), {\displaystyle e} — основание натурального логарифма. |

Таким образом, при нахождении обратного к комплексному числу, удобнее пользоваться его показательной формой.

Пример:
| Формы комплексного числа | Число {\displaystyle (z)} | Обратное {\displaystyle \left({\frac {1}{z}}\right)} |
| Алгебраическая           | {\displaystyle 1+i{\sqrt {3}}} | {\displaystyle {\frac {1}{4}}-{\frac {\sqrt {3}}{4}}i} |
| Тригонометрическая       | {\displaystyle 2\left(\cos {\frac {\pi }{3}}+i\sin {\frac {\pi }{3}}\right)} или {\displaystyle 2\left({\frac {1}{2}}+i{\frac {\sqrt {3}}{2}}\right)} | {\displaystyle {\frac {1}{2}}\left(\cos {\frac {\pi }{3}}-i\sin {\frac {\pi }{3}}\right)} или {\displaystyle {\frac {1}{2}}\left({\frac {1}{2}}-i{\frac {\sqrt {3}}{2}}\right)} |
| Показательная            | {\displaystyle 2e^{i{\frac {\pi }{3}}}} | {\displaystyle {\frac {1}{2}}e^{-i{\frac {\pi }{3}}}} |

### Обратное к мнимой единице
Существует лишь два числа (комплексно-сопряженные), обратное и противоположное числа к которым равны. Это {\displaystyle \pm i}.
| Число              | Равенство обратного и противоположного | Равенство обратного и противоположного |
| Число              | Запись обратного через дробь           | Запись обратного через степень         |
| {\displaystyle i}  | {\displaystyle {\frac {1}{i}}=-i}      | {\displaystyle i^{-1}=-i}              |
| {\displaystyle -i} | {\displaystyle -{\frac {1}{i}}=i}      | {\displaystyle -i^{-1}=i}              |

| Доказательство Продемонстрируем доказательство для {\displaystyle i} (для {\displaystyle -i} аналогично). Используем основное свойство дроби: {\displaystyle {\frac {1}{i}}={\frac {1\cdot i}{i\cdot i}}={\frac {i}{i^{2}}}={\frac {i}{-1}}=-i} Таким образом, получаем {\displaystyle {\frac {1}{i}}=-i}__или__{\displaystyle i^{-1}=-i} Аналогично для {\displaystyle -i}: __ {\displaystyle -{\frac {1}{i}}=i} __ или __ {\displaystyle -i^{-1}=i} |

## Вариации и обобщения
Понятие обратного элемента на произвольном множестве {\displaystyle M} можно определить для любой бинарной операции на этом множестве, если для этой операции существует нейтральный элемент — например, в кольце квадратных матриц заданного порядка. Если операция не ассоциативна, то приходится различать левый и правый обратный элементы.
Элементы кольца, имеющие обратный элемент, называются делителями единицы. Множество всех обратимых элементов кольца образует мультипликативную группу, называемую группой обратимых элементов. Эта группа всегда непустая, так как содержит как минимум единицу кольца. 